# Campeonato Sudamericano Sub-17 de 1997
El VII Campeonato Sudamericano Sub-17 se realizó en Paraguay, entre el 28 de febrero y el 16 de marzo del año de 1997. Este torneo entregó tres cupos a la Copa Mundial de Fútbol Sub-17 realizada ese mismo año en Egipto. Los representantes sudamericanos fueron Brasil, Argentina y Chile. El torneo se disputó en las ciudades de Encarnación, Pedro Juan Caballero y Asunción.

## Participantes
Participaron en el torneo los equipos representativos de las 10 asociaciones nacionales afiliadas a la Confederación Sudamericana de Fútbol:
| - Argentina - Bolivia - Brasil - Chile - Colombia |  | - Ecuador - Paraguay - Perú - Uruguay - Venezuela |

## Sedes
- Estadio Defensores del Chaco, Asunción antes era de 40.000 espectadores

- Estadio Villa Alegre, Encarnación de 16.000 espectadores

- Estadio Rio Parapiti, Pedro Juan Caballero de 25.000 espectadores

## Resultados

### Primera fase

#### Grupo A
| Equipo    | Pts. | PJ | PG | PE | PP | GF | GC | Dif |
| --------- | ---- | -- | -- | -- | -- | -- | -- | --- |
| Argentina | 9    | 4  | 3  | 0  | 1  | 11 | 4  | 7   |
| Paraguay  | 9    | 4  | 3  | 0  | 1  | 7  | 2  | 5   |
| Venezuela | 6    | 4  | 2  | 0  | 2  | 3  | 9  | -6  |
| Ecuador   | 4    | 4  | 1  | 1  | 2  | 6  | 8  | -2  |
| Perú      | 1    | 4  | 0  | 1  | 3  | 2  | 6  | -4  |

| 28 de febrero, | Venezuela | 2:0 | Ecuador | ?, Encarnación (?) |  |
|                |           |     |         | Árbitro(s): ?      |  |

| 28 de febrero, | Paraguay | 1:0 | Perú | ?, Encarnación (?) |  |
|                |          |     |      | Árbitro(s): ?      |  |

| 2 de marzo, | Argentina | 6:0 | Venezuela | ?, Encarnación (?) |  |
|             |           |     |           | Árbitro(s): ?      |  |

| 2 de marzo, | Paraguay | 1:2 | Ecuador | ?, Encarnación (?) |  |
|             |          |     |         | Árbitro(s): ?      |  |

| 4 de marzo, | Perú | 0:1 | Venezuela | ?, Encarnación (?) |  |
|             |      |     |           | Árbitro(s): ?      |  |

| 4 de marzo, | Ecuador | 2:3 | Argentina | ?, Encarnación (?) |  |
|             |         |     |           | Árbitro(s): ?      |  |

| 6 de marzo, | Paraguay | 3:0 | Venezuela | ?, Encarnación (?) |  |
|             |          |     |           | Árbitro(s): ?      |  |

| 6 de marzo, | Argentina | 2:0 | Perú | ?, Encarnación (?) |  |
|             |           |     |      | Árbitro(s): ?      |  |

| 8 de marzo, | Ecuador | 2:2 | Perú | ?, Encarnación (?) |  |
|             |         |     |      | Árbitro(s): ?      |  |

| 8 de marzo, | Paraguay | 2:0 | Argentina | ?, Encarnación (?) |  |
|             |          |     |           | Árbitro(s): ?      |  |

#### Grupo B
| Equipo   | Pts | PJ | PG | PE | PP | GF | GC | Dif |
| -------- | --- | -- | -- | -- | -- | -- | -- | --- |
| Brasil   | 8   | 4  | 2  | 2  | 0  | 8  | 3  | 5   |
| Chile    | 7   | 4  | 2  | 1  | 1  | 9  | 3  | 6   |
| Colombia | 7   | 4  | 2  | 1  | 1  | 5  | 2  | 3   |
| Uruguay  | 6   | 4  | 2  | 0  | 2  | 4  | 4  | 0   |
| Bolivia  | 0   | 4  | 0  | 0  | 4  | 1  | 15 | -14 |

| 1 de marzo, | Chile | 1:1 | Brasil | ?, Pedro Juan Caballero (?) |  |
|             |       |     |        | Árbitro(s): ?               |  |

| 1 de marzo, | Bolivia | 0:2 | Colombia | ?, Pedro Juan Caballero (?) |  |
|             |         |     |          | Árbitro(s): ?               |  |

| 3 de marzo, | Chile | 0:1 | Uruguay | ?, Pedro Juan Caballero (?) |  |
|             |       |     |         | Árbitro(s): ?               |  |

| 3 de marzo, | Brasil | 4:0 | Bolivia | ?, Pedro Juan Caballero (?) |  |
|             |        |     |         | Árbitro(s): ?               |  |

| 5 de marzo, | Bolivia | 1:7 | Chile | ?, Pedro Juan Caballero (?) |  |
|             |         |     |       | Árbitro(s): ?               |  |

| 5 de marzo, | Uruguay | 0:2 | Colombia | ?, Pedro Juan Caballero (?) |  |
|             |         |     |          | Árbitro(s): ?               |  |

| 7 de marzo, | Uruguay | 2:0 | Bolivia | ?, Pedro Juan Caballero (?) |  |
|             |         |     |         | Árbitro(s): ?               |  |

| 7 de marzo, | Brasil | 1:1 | Colombia | ?, Pedro Juan Caballero (?) |  |
|             |        |     |          | Árbitro(s): ?               |  |

| 9 de marzo, | Brasil | 2:1 | Uruguay | ?, Pedro Juan Caballero (?) |  |
|             |        |     |         | Árbitro(s): ?               |  |

| 9 de marzo, | Chile | 1:0 | Colombia | ?, Pedro Juan Caballero (?) |  |
|             |       |     |          | Árbitro(s): ?               |  |

### Fase final
| Equipo    | Pts. | PJ | PG | PE | PP | GF | GC | Dif |
| --------- | ---- | -- | -- | -- | -- | -- | -- | --- |
| Brasil    | 9    | 3  | 3  | 0  | 0  | 12 | 4  | 8   |
| Argentina | 4    | 3  | 1  | 1  | 1  | 4  | 2  | 2   |
| Chile     | 3    | 3  | 1  | 0  | 2  | 5  | 9  | -4  |
| Paraguay  | 1    | 3  | 0  | 1  | 2  | 1  | 7  | -6  |

| 11 de marzo, | Brasil | 5:0 | Paraguay | ?, Asunción (?) |  |
|              |        |     |          | Árbitro(s): ?   |  |

| 11 de marzo, | Chile | 0:3 | Argentina | ?, Asunción (?) |  |
|              |       |     |           | Árbitro(s): ?   |  |

| 13 de marzo, | Paraguay | 0:0 | Argentina | ?, Asunción (?) |  |
|              |          |     |           | Árbitro(s): ?   |  |

| 13 de marzo, | Chile | 3:5 | Brasil | ?, Asunción (?) |  |
|              |       |     |        | Árbitro(s): ?   |  |

| 16 de marzo, | Paraguay | 1:2 | Chile | ?, Asunción (?) |  |
|              |          |     |       | Árbitro(s): ?   |  |

| 16 de marzo, | Brasil | 2:1 | Argentina | ?, Asunción (?) |  |
|              |        |     |           | Árbitro(s): ?   |  |

|                           |
| Bandera de Brasil         |
| Campeón Brasil 4.º título |

## Cuadro Final 1997
|    | Selección | Pts. | PJ | PG | PE | PP | GF | GC | Dif. |
| 1  | Brasil    | 17   | 7  | 5  | 2  | 0  | 20 | 7  | 13   |
| 2  | Argentina | 13   | 7  | 4  | 1  | 2  | 15 | 6  | 9    |
| 3  | Chile     | 10   | 7  | 3  | 1  | 3  | 14 | 12 | 2    |
| 4  | Paraguay  | 10   | 7  | 3  | 1  | 3  | 8  | 9  | -1   |
| 5  | Colombia  | 7    | 4  | 2  | 1  | 1  | 5  | 2  | 3    |
| 6  | Uruguay   | 6    | 4  | 2  | 0  | 2  | 4  | 4  | 0    |
| 7  | Venezuela | 6    | 4  | 2  | 0  | 2  | 3  | 9  | -6   |
| 8  | Ecuador   | 4    | 4  | 1  | 1  | 2  | 6  | 8  | -2   |
| 9  | Perú      | 1    | 4  | 0  | 1  | 3  | 2  | 6  | -4   |
| 10 | Bolivia   | 0    | 4  | 0  | 0  | 4  | 1  | 15 | -14  |

## Clasificados al Mundial Sub-17 Egipto 1997
| Brasil | Argentina | Chile |
| ------ | --------- | ----- |